# 西格&紹爾
西格&紹爾（SIG Sauer）是兩家從事槍械設計和製造的公司所使用的品牌名稱 。原公司SIG Sauer GmbH是一家德國公司，成立於1976年，為瑞士工業公司與J.P. Sauer & Sohn的合作品牌。
SIG（現稱康美包）不再擁有任何槍械業務。其槍械子公司SIG Arms AG已售予L＆O Holding，最初更名為SAN Swiss Arms AG（常簡稱為Swiss Arms），後來在2019年底進一步更名為SIG SAUER AG。
另一家稱為SIGARMS的公司於1985年在維吉尼亞州成立，當時是為了將SIG Sauer的槍械進口及分銷到美國；其總部於1990年遷至新罕布夏州。SIGARMS在2007年更名為SIG Sauer Inc.，這家在美國設立的公司從2000年起與SIG Sauer GmbH脫離關係。
L＆O Holding目前是德國、瑞士及美國SIG Sauer的母公司。

## 歷史

### 瑞士貨車製造廠（Schweizerische Waggon Fabrik）
SIG Sauer源於一家由Friedrich Peyer im Hof、Heinrich Moser和Johann Conrad Neher於1853年成立，名為瑞士貨車製造廠（Schweizerisis Waggon Fabrik）的公司。1860年，由他們研發，當時最先進的步槍贏得了瑞士聯邦防衛部的競爭，並獲得了生產30,000把Prélaz-Burnand步槍的合同。Prélaz-Burnand步槍在1859年由槍匠Jean-Louis Joseph Prélaz和陸軍軍官Edouard Burnand發明，並被採用為M1863步槍（SIG製造了15,566把）。

### 瑞士工業公司
獲得政府的步槍生產合同後，公司更名為瑞士工業公司（Schweizerische Industrie Gesellschaft，SIG），在瑞士法語區則被稱為Société Industrielle Suisse，以凸顯「生產」成為公司的重點。
1947年研發的SIG P210手槍為基於法國Modèle 1935手槍（為獲得授權的Petter-Browning設計）的設計。在1949年被瑞士軍方以「Pistole 49」為名採用。這款單動半自動P210手槍藉著其製造過程中採用的精確工藝以及由此而來的準確度和可靠性為SIG獲得了讚譽。P210底把包含與滑套緊密貼合的外部導軌，以此消除射擊過程中機構間的游隙。而起源的Petter-Browning設計是對P35的改進，亦是約翰·白朗寧在1935年為法國1935手槍創造的最後設計，唯並未被採用。
1970年代，SIG收購了Hämmerli及J.P. Sauer & Sohn，並導致了SIG Sauer的成立 。
為了回應瑞士軍方和警察對替換P210的需求，SIG Sauer設計了P220。新設計基於簡化的Petter-Browning設計，被稱為SIG Sauer系統並標示在第一批手槍上。1977年，SIG Sauer為Browning Arms公司生產了改良的P220。並標示為「SIG Sauer系統」。此為在美國銷售的第一款P220型手槍。當Browning BDA在1980年停止銷售後，P220便改以原本的配置出售。
由於瑞士法律限制了其出口槍械的能力，因此必須透過國外合作伙伴來達成出口。就SIG而言，他們選擇了德國的J.P. Sauer & Sohn。通過與Sauer合作，SIG亦吸收了其在槍械設計方面的經驗。
Sauer 38H是與其他德國製造商（如毛瑟和華瑟）競爭下生產的，並採用了雙/單動扳機。其中38H的雙動扳機結構，連帶如待擊解脫柄等保險設計亦被Sauer引入至P220上。
SIG Sauer的手槍系列始於1975年的P220。在第二次世界大戰前，Sauer主要生產霰彈槍和狩獵步槍 。戰時Sauer生產了Sauer 38H，但隨後撤出了市場。 SIG作為其合伙人/所有人，Sauer亦回到了製造手槍的領域。
2020年6月4日，SIG Sauer宣佈由於德國運動步槍限制、德國政府招標政策，以及疫情導致銷量下降影響，公司認為在德國生產槍械已不符合經濟效益，因此將關閉自1951年起運作，位於埃肯弗德的設施，並遣散其130位員工。位於美國的設施則不受影響。

### SIG Sauer, Inc.

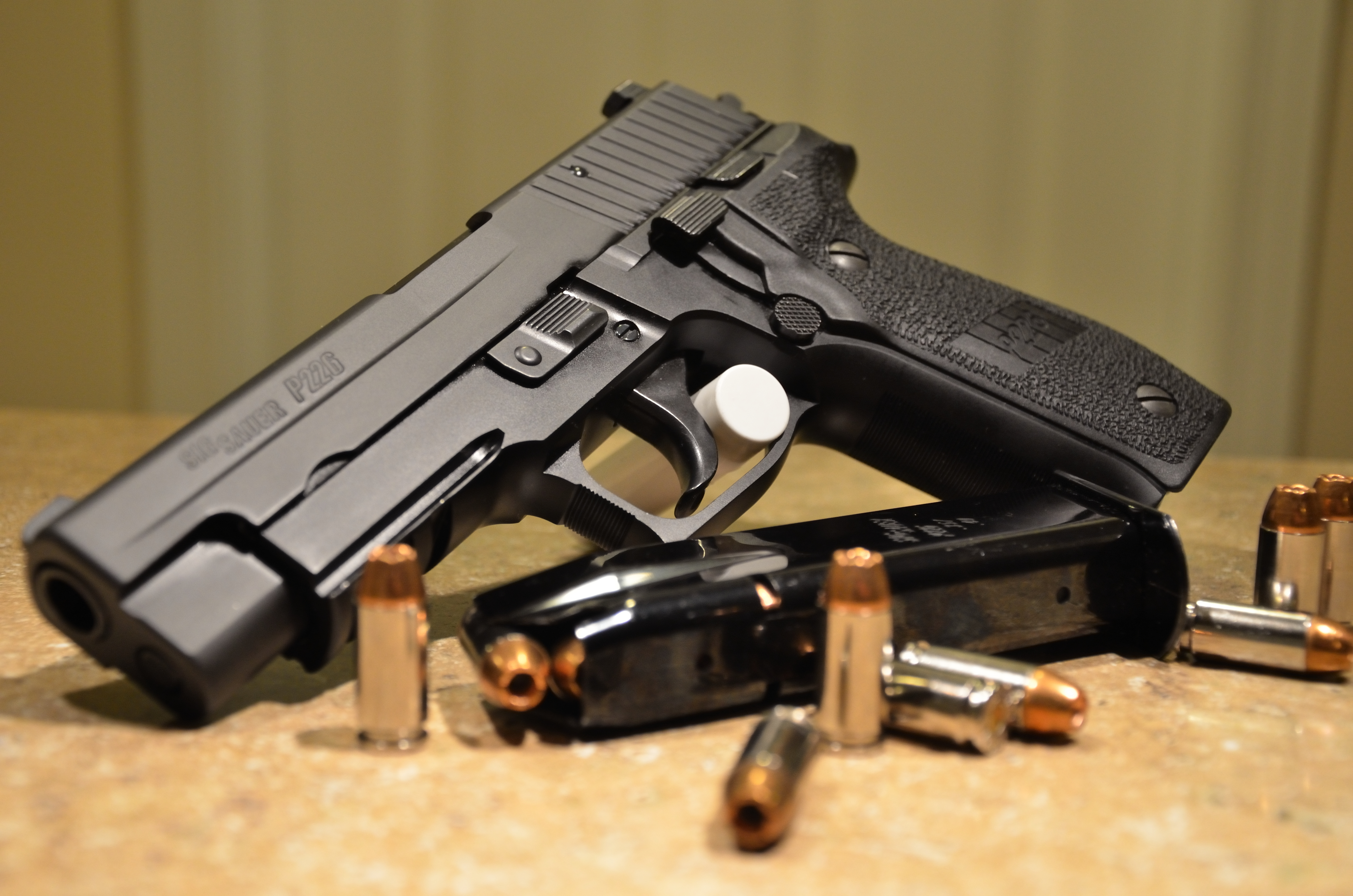
SIG Sauer P226

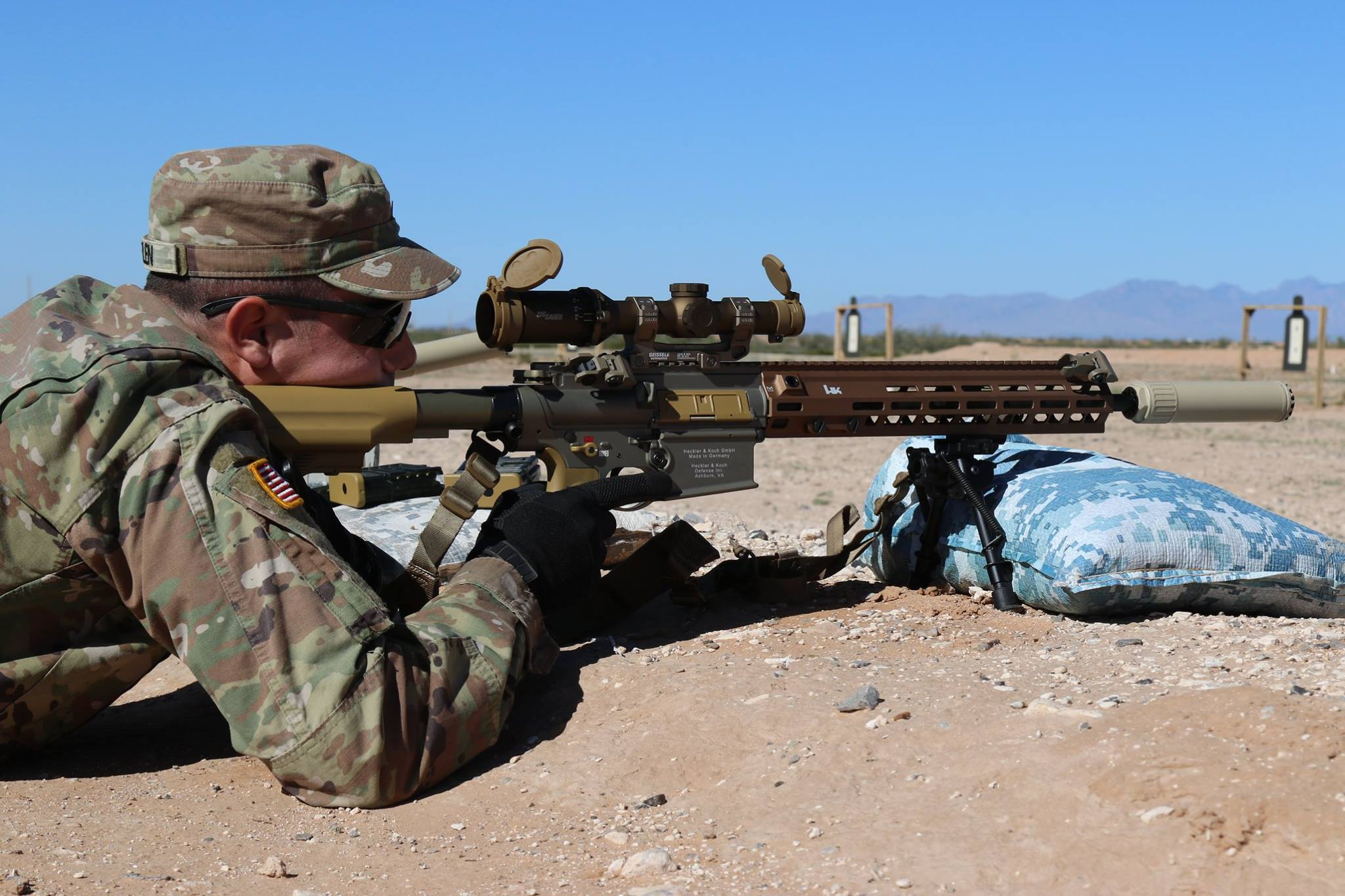
安裝在M110A1 SDMR上的TANGO6精確倍率瞄具

1985年1月，SIG Sauer在維吉尼亞州泰森角成立了子公司SIGARMS，最初是要將P220和P230出口到美國。兩年后，該公司搬到維吉尼亞州赫恩登，在此建立更具規模的工廠，並推出了P225、P226和P228。SIGARMS於1990年遷至新罕布夏州埃克塞特，並建立了生產設施，於1992年開始生產P229。
SIG剩餘的槍械業務，於2000年10月被出售予L＆O Holding的Michael Lüke和Thomas Ortmeier，並改稱為Swiss Arms，而產品則仍使用SIG Sauer品牌。根據行政總裁Ron Cohen的說法，在2004年該公司只剩下130名員工，公司幾乎破產。Cohen决定把在美國市場很受歡迎的AR-15引入成為公司的產品，認為這樣可以挽救公司。2019年底，Swiss Arms更名為SIG Sauer AG。
2007年，美國的SIGARMS更名為SIG Sauer Inc.。因此SIG Sauer便出現兩家姊妹公司，一家在美國新罕布夏州紐因頓 (新罕布什爾州)，另一家在德國北部什勒斯維希-霍爾斯坦埃肯弗德。自從SIG Sauer Inc.成立以來，所有新的SIG Sauer產品都在美國設計。到了2016年，SIG Sauer Inc.擁有1000多名員工，每年銷售超過43,000支槍械。
據SIG Sauer的說法，美國有三分之一的執法部門使用SIG出品的槍械。SIG Sauer亦有一所位於新罕布夏州埃平，名為SIG Sauer學院（SIG Sauer Academy）的槍械訓練學校，課程由經驗豐富的導師講授，其中許多具有軍事/警察背景。SIG Sauer亦為槍械和運動用品行業生產多種配件。
SIG Sauer在2020年SHOT Show展出了其新一代抑制器，採用3D列印成型，並分別有使用鈦的手槍抑制器和使用英高鎳合金的步槍抑制器。
2020年6月1日，SIG Sauer宣佈其向美國陸軍交付了一批次世代班用武器系統（英語：Next Generation Squad Weapons，簡稱NGSW）作評估，其NGSW系統包括6.8 mm SIG Hybrid鋼銅混合彈殼彈藥、NGSW-AR輕機槍、NGSW-R步槍及SIG Sauer次世代抑制器。
2020年10月8日，美國陸軍宣佈SIG Sauer勝出了直視瞄具（英語：Direct View Optics，簡稱DVO）標案，將向陸軍供應最多120,000套1-6倍精確倍率瞄具，以用於M4A1上並取代M150步槍戰鬥瞄具，全案總值77,168,400美元。SIG Sauer在2020年11月9日公佈獲選的為泥色TANGO6T 1-6x24 DVO，配有DWLR6準星圖，並採用ALPHA4鏡座。而同系列的TANGO6早已被美國陸軍採用在M110A1 SDMR上，以及被USSOCOM採用為第二焦鏡準星班用可變倍率瞄具（英語：Squad-Variable Powered Scopes，簡稱SVPS）。
2020年11月25日，SIG Sauer宣佈全面回收CROSS栓動步槍，理由為其中一把送回SIG Sauer作維修的CROSS上確認會出現延遲擊發問題。SIG Sauer建議用家馬上停用CROSS，並在公司網站上註冊序號以安排回收並安裝安全升級部件。

### 美國模組化手槍系統競爭

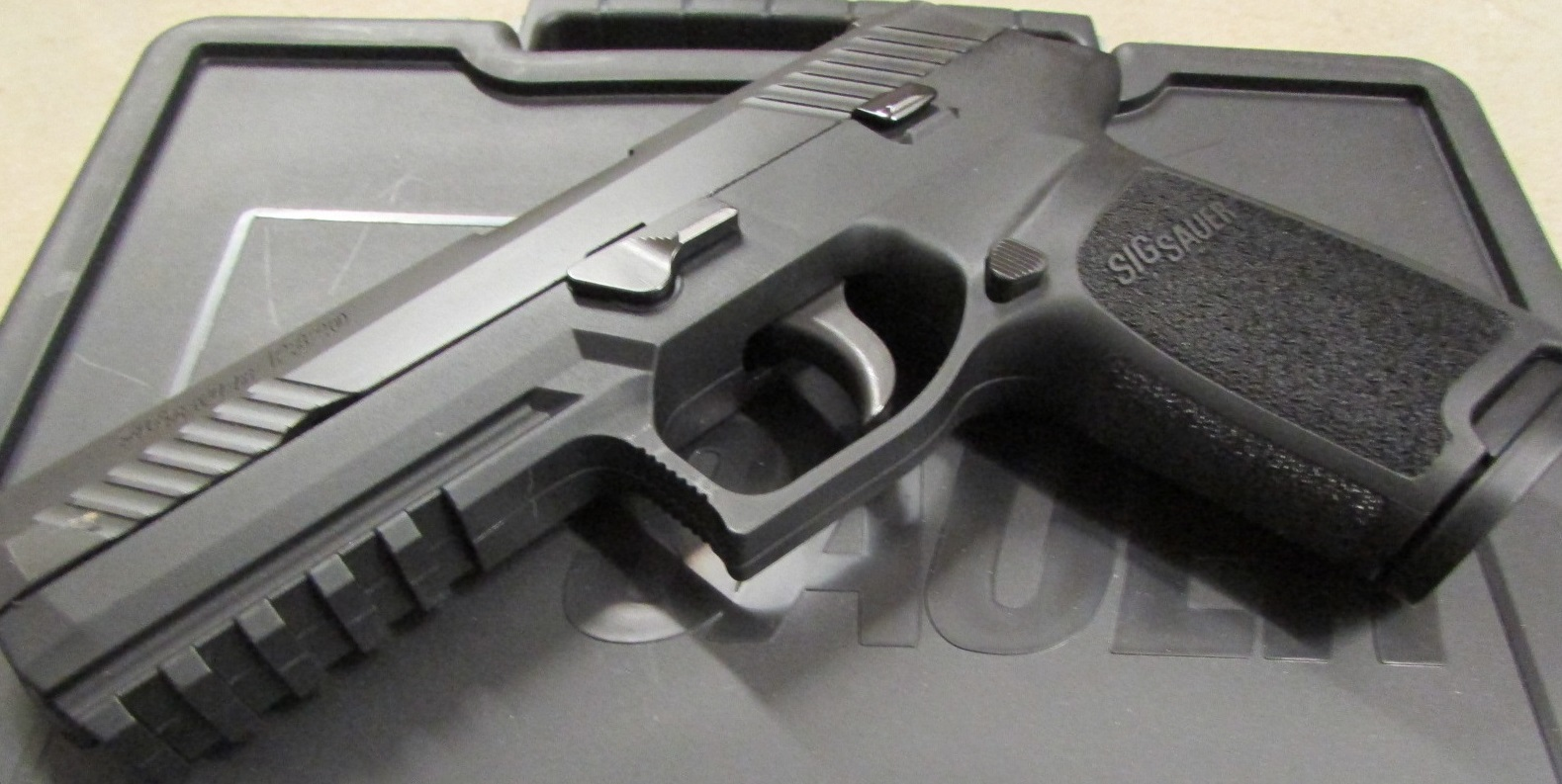
SIG Sauer P320

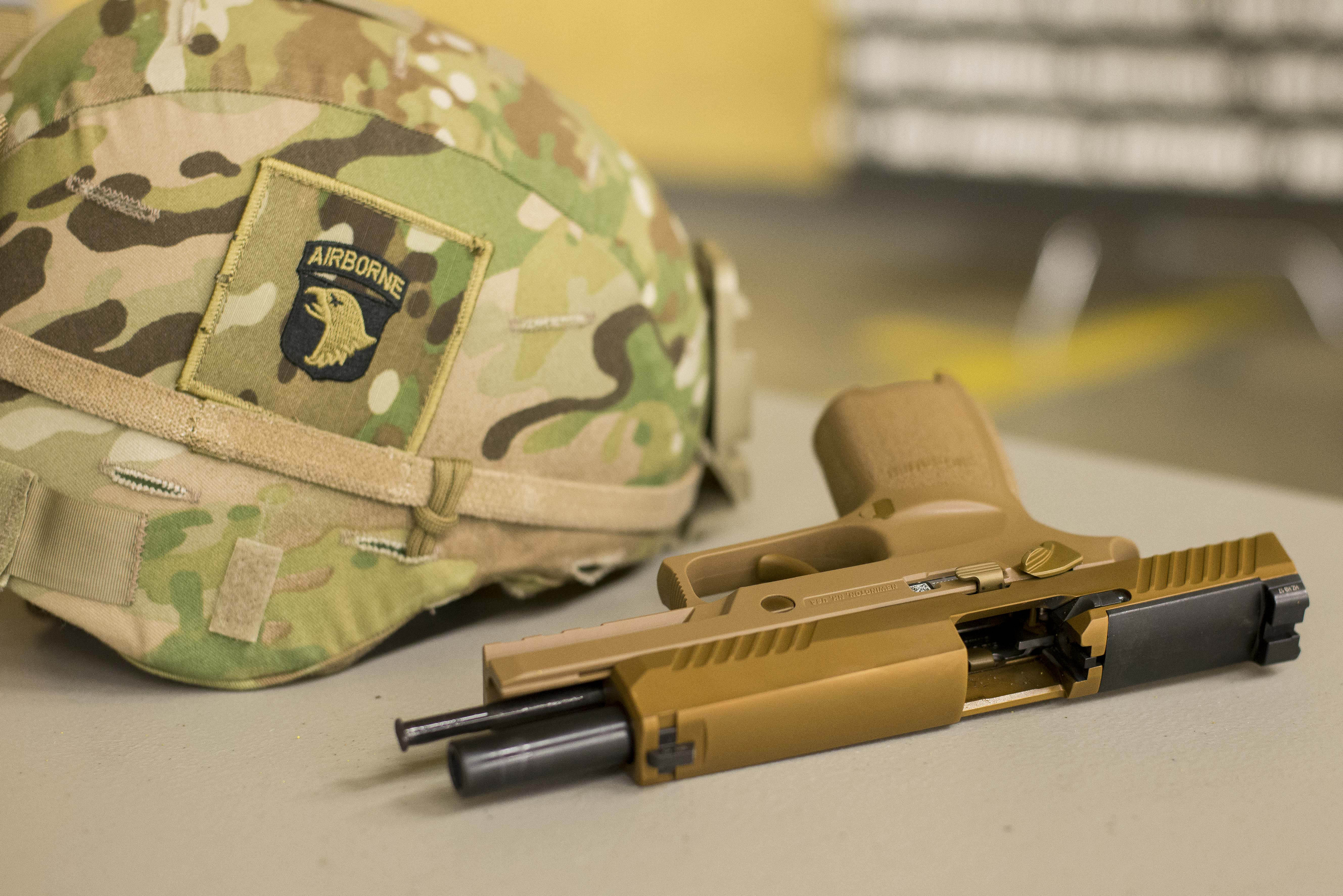
SIG Sauer M17模組化手槍

美國軍方提出了更換新手槍的需求，以取代現有的M9（Beretta 92FS）。2016年2月，有12家公司提交了標書以競爭此預計將採購超過500,000把手槍的合同。2016年7月1日，據報導SIG Sauer成為了最終階段的三個競爭者之一。2017年1月19日，SIG Sauer的P320正式獲得了合同。
SIG Sauer於2018年7月12日宣佈，德克薩斯州公共安全部（TXDPS）已將P320整合為整個部門的制式手槍。

### SIG Air
2015年，SIG Sauer把抑制器、瞄具、彈藥和氣槍加入公司產品，以為其客户提供更多的槍械、槍械安全設備及配件。2016年1月12日，SIG Sauer推出了ASP（Advanced Sport Pellet）氣槍產品線，其中包括CO2氣瓶驅動手槍和步槍，這系列氣槍具有SIG Sauer專利，由彈匣内的彈鏈組成的RPM™（Rapid Pellet Magazine）彈丸驅動系統。據說能在3.5秒内送入30發彈丸。這系列ASP氣槍被設計成無論外觀、尺寸、重量以及扳機拉力都與其實彈槍械版相同，以用較低成本及較低噪音進行射擊運動和訓練。亦可在較少法律限制下於專用射擊場進行訓練。除氣槍外，SIG Sauer亦提供了多種ASP目標和彈丸。
在2018年7月25日的新聞發佈會上，SIG Sauer宣佈將其氣槍部門更名為SIG Air，同時公佈了精準系列氣槍，並首先推出了ASP20中折式氣槍。SIG Air於2019年4月24日推出了第一把預充式（PCP）氣槍，並以其專利RPM供彈，首款PCP氣槍為基於MCX Virtus Patrol的半自動MCX Virtus PCP。
2018年11月5日，長期使用.40 P229作為制式副武器的美國海岸防衛隊宣佈將採購SIG Air ProForce P229軟氣手槍（後來授權法國軟氣槍製造商CyberGun生產）作為其新的訓練手槍，使學員和防衛隊員能夠練習槍械操作，並在各種環境和模擬場境中進行射擊訓練。作為回應，SIG Air於2019年1月17日宣布推出自己的ProForce高端軟氣槍產品線供專業培訓使用，最初的產品包括M17和P229軟氣手槍。SIG Air亦宣佈：「我們正迅速擴展SIG Air業務，而為保證最高質素，對我們而言最重要的是採取完全控制」，並且SIG Sauer將不再向軟氣槍製造商提供「SIG」品牌或商標的授權。

## 產品

### SIG Sauer

#### 半自動手槍
| 全尺寸型 - P210 - P220 - P226 - P227 - P230 - SIG Pro系列（2009, 2022, 2340） - GSR - Mosquito - 1911系列 - M17 | 緊湊型 - P224 - P225 - P228 (M11) - P229 - P230 - P239 - P245 - M18 袖珍型 - 1911 Army Compact - 1911 C3 Compact | 極緊湊型 - 1911 Two Tone Ultra Compact - 1911 Ultra Compact 微袖珍型 - P238 - P290 - P290RS - P365 - P938 模組化 - P250系列 - P320系列 |

#### 衝鋒槍

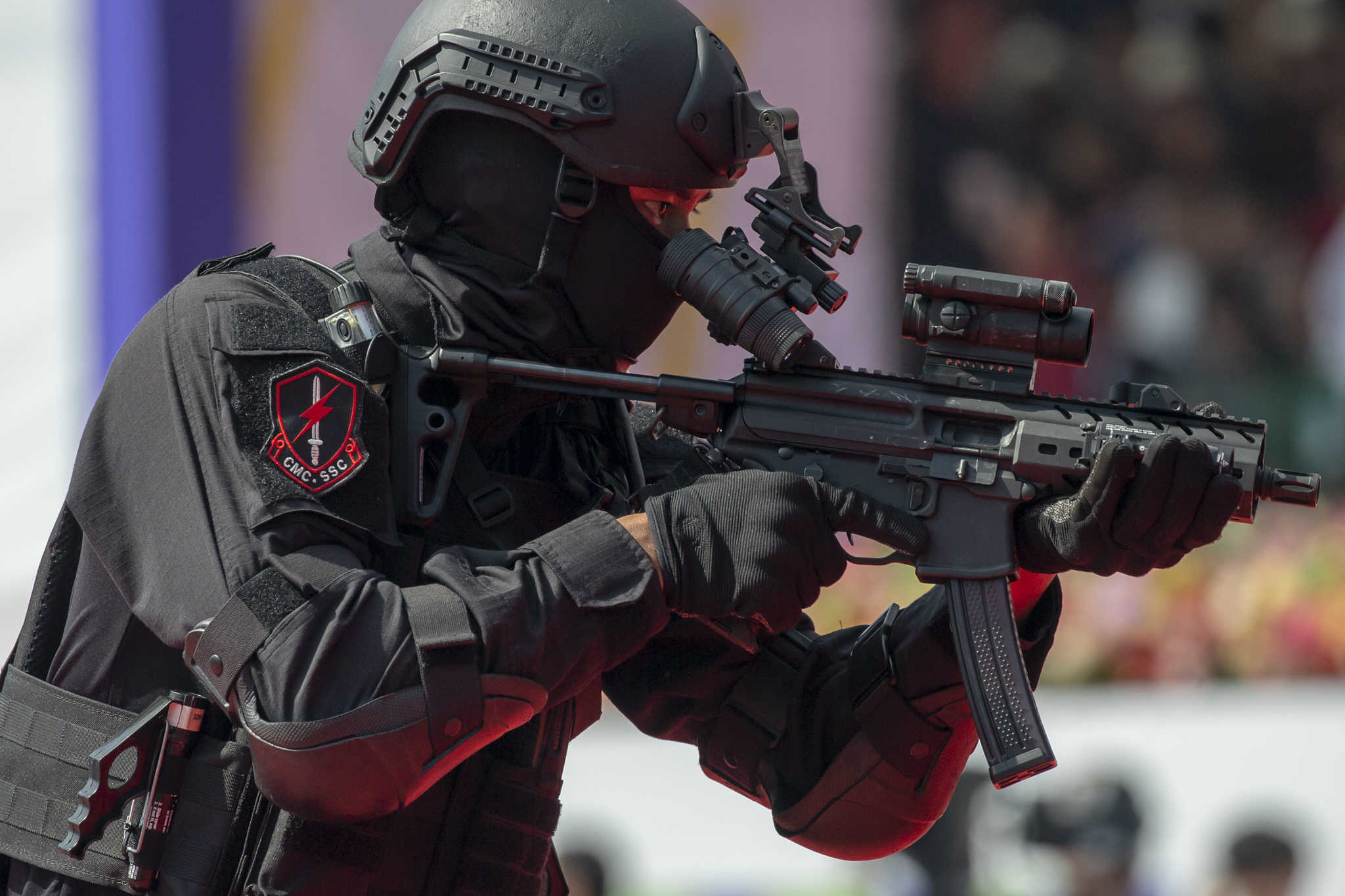
使用MPX的中華民國海軍陸戰隊特勤隊隊員

- MPX

#### 步槍

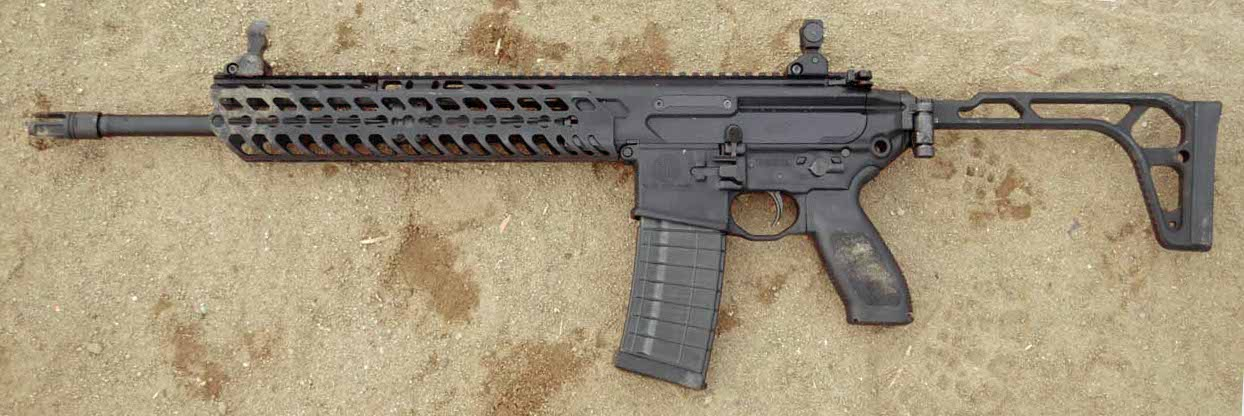
第一代MCX步槍

- M400
- SG 516
- SG 550
- SG 552
- SG 552LR
- SG 553
- SG 556xi
- SG 716
- MCX VIRTUS
- MCX SPEAR（NGSW-R）
- SHR 970（英语：SIG SHR 970）[44]
- CROSS

#### 狙擊步槍
- SSG 2000
- SSG 3000

#### 輕機槍
- MG-338
- MG-6.8（NGSW-AR）

#### 榴彈發射器
- GL 5040

#### 抑制器
- 步槍
- 手槍
- 凸緣式底火

#### 電子光學瞄具
- 精確倍率瞄具
- 紅點鏡
- 機械瞄具
- 倍率放大鏡
- 槍燈
- 雷射瞄準儀
- 鑑識望遠鏡
- 雷射測距儀
- 雙筒望遠鏡
- 精確倍率瞄具安裝環

#### 彈藥
- 步槍子彈
- 手槍子彈
- 氣槍彈
- CO2氣瓶

#### 裝備及配件
- 标靶 (射击)及彈頭捕捉器（英语：bullet trap）
- 手臂支撐器
- 槍背帶
- 槍盒/槍箱
- 耳罩
- 槍套及附件袋
- 折刀（英语：Kershaw Knives）
- 服裝

### SIG Air

#### 氣動手槍
- P226 ASP
- P320 ASP
- P320-M17
- P320-M18
- X-Five ASP
- P365
- 1911
- Precision Super Target Air Pistol（入門級10公尺空氣手槍）

#### 氣動步槍
- MPX ASP
- MCX ASP
- MCX Virtus PCP
- ASP20

#### 軟氣槍(非致命瓦斯槍)
- ProForce M17
- ProForce P229
- ProForce MCX Virtus AEG（自動電動槍）
- ProForce M18

## 資料來源
1. ↑  雨涵／王凡. . 德国之声. 2020-06-07. （原始内容存档于2021-04-09） （中文（简体））.
2. 1 2  . swissarms.ch.   [2017-02-27]. （原始内容存档于2019-12-22） （英语）.
3. ↑  AG, DV Bern. . Official Companies Register of the Canton of Schaffhausen.   [2020-01-25]. （原始内容存档于2020-06-10） （英语）.
4. 1 2 3 4  . sigsauer.com.   [2017-07-18]. （原始内容存档于2021-05-11） （英语）.
5. ↑  . Sig Sauer.   [2020-01-25]. （原始内容存档于2020-09-02） （德语）.
6. ↑  . guns-review.com.   [2017-12-02]. （原始内容存档于2016-08-14） （俄语）.
7. ↑  . tapatalk.com.   [2017-12-02]. （原始内容存档于2020-06-10） （英语）.
8. ↑  DiPiero, Diane. . Newsmax.   [2018-01-13]. （原始内容存档于2020-10-29） （英语）.
9. ↑  . haemmerli.info.   [2017-12-02]. （原始内容存档于2019-09-27） （英语）.
10. 1 2  Ayoob, Massad. . Iola, Wisconsin: F+W Media. 2014: 55–56  [2017-12-02]. ISBN 978-1-4402-3920-5.
11. ↑  Pike, John. . GlobalSecurity.org. （原始内容存档于2020-01-11） （英语）.
12. ↑  Smith, W. H. B.  7th. Stackpole. 1968: 287.
13. ↑  . The Firearm Blog. 2020-06-05  [2020-06-07]. （原始内容存档于2021-03-24） （美国英语）.
14. ↑  . all4shooters.   [2020-06-07]. （原始内容存档于2021-02-27） （英语）.
15. 1 2  Haas, Frank De; Zwoll, Wayne. . Iola, Wisconsin: Krause Publications. 31 October 2003: 2–3. ISBN 0-87349-660-4.
16. ↑  Ayoob, Massad. . Iola, Wisconsin: F+W Media. 29 May 2012: 237–238. ISBN 978-1-4402-2877-3.
17. ↑  Grässlin, Jürgen; Harrich, Daniel; Harrich-Zandberg, Danuta.  [Network of Death: The criminal links between arms industry and authorities]. Heyne Verlag. 2015-09-28: 18–19  [2017-12-02]. ISBN 978-3-641-18226-7. （原始内容存档于2020-06-13） （德语）.
18. ↑  . swissarms.ch.   [2 December 2017]. （原始内容存档于2019-12-04） （英语）.
19. ↑  . www.zefix.ch.   [2020-01-25]. （原始内容存档于2020-06-06） （英语）.
20. ↑  Ramage, Ken. . F+W Media, Inc. 2008-11-19: 30. ISBN 0-89689-673-0.
21. ↑  Eric Markowitz. . Newsweek. 2016-06-27. （原始内容存档于2020-06-10）. "It was a company on the verge of bankruptcy and about two seconds away from imploding," company CEO Ron Cohen recalled in a 2010 profile in Management Today. Then, Cohen made a swift decision that would save the company and turn it into the No. 4 gun manufacturer in America: He turned the company’s sites onto "AR-style" assault rifles that would be marketed to civilians.... In 2004 the company had a mere 130 employees. ... A decade later it sold 43,141 guns in a single year and today has more than 1,000 employees in manufacturing facilities across the country.
22. ↑  . sigsauer.com.   [2017-12-02]. （原始内容存档于2019-04-17） （英语）.
23. ↑  . officer.com.   [2017-02-28]. （原始内容存档于2017-07-26） （英语）.
24. ↑  Pete. . The Firearm Blog. 2020-01-25  [2020-08-11]. （原始内容存档于2021-04-04） （美国英语）.
25. ↑  . Sig Sauer.   [2020-06-10]. （原始内容存档于2020-08-12） （美国英语）.
26. ↑  . www.shootingillustrated.com.   [2020-06-10]. （原始内容存档于2021-02-25） （英语）.
27. ↑  Matthew Moss. . The Firearm Blog. 2020-10-08  [2020-10-09]. （原始内容存档于2021-01-19） （美国英语）.
28. ↑  . www.sigsauer.com.   [2020-11-14]. （原始内容存档于2020-11-16）.
29. ↑  . The Firearm Blog. 2018-05-17  [2020-11-14]. （原始内容存档于2021-01-26） （美国英语）.
30. ↑  . The Firearm Blog. 2018-10-15  [2020-11-14]. （原始内容存档于2021-04-11） （美国英语）.
31. ↑  Pete. . The Firearm Blog. 2020-11-25  [2020-11-27]. （原始内容存档于2021-01-28） （美国英语）.
32. ↑  Owens, Bob. . bearingarms.com. 2015-07-01  [2017-12-02]. （原始内容存档于2021-01-25） （英语）.
33. ↑  . cnn.com. 2017-01-19  [2017-12-02]. （原始内容存档于2017-01-20）.
34. ↑  AmmoLand Editor Duncan Johnson. . AmmoLand.com. 2018-06-20  [2020-06-10]. （原始内容存档于2020-06-10） （美国英语）.
35. ↑  . sigsauer.com.   [2019-07-19]. （原始内容存档于2021-05-11） （英语）.
36. ↑  . 2016-01-12. （原始内容存档于2019-07-20） （英语）.
37. ↑  Stephen Archer. . Hard Air Magazine. 2018-07-30. （原始内容存档于2019-07-20） （英语）.
38. ↑  Stephen Archer. . Hard Air Magazine. 2018-07-27. （原始内容存档于2019-07-20） （英语）.
39. ↑  . SIG Sauer. Inc. 2019-04-24. （原始内容存档于2019-07-20） （英语）.
40. ↑  Matthew Cox. . Military.com. 2018-11-05. （原始内容存档于2021-01-27） （英语）.
41. ↑  Matthew Moss. . The Firearm Blog. 2019-02-04. （原始内容存档于2020-11-08） （英语）.
42. ↑  . SIG Sauer. Inc. 2019-01-17. （原始内容存档于2020-11-08） （英语）.
43. ↑  Matthew Moss. . The Firearm Blog. 2018-11-05. （原始内容存档于2019-07-20） （英语）.
44. ↑  . gun-videos.net.   [31 July 2013]. （原始内容存档于2019-03-28）.

## 外部連結
- YouTube上的SIG Pistols Factory: An inside Look at how SIG Sauer Pistols are made from SIG's Plant in Germany